# Ливы (группа)
«Līvi» — латвийская хард-рок и хеви-метал группа из Лиепаи, оказавшая значительное влияние на формирование латвийской рок-культуры. Группа известна своими поэтическими текстами и гитарными соло.
Группа «Līvi» была основана Эриксом Кигелисом и Юрисом Павитолсом ещё в 1971 году как вокально-инструментальный ансамбль. Они начинали как поп-рок-группа, выступавшая на разных площадках по всей Латвии. В 1977—1985 годах группа много экспериментировала, пытаясь выработать свой собственный стиль, в результате чего создавались песни в жанрах от поп-музыки до хард-рока. При этом группа неизменно исповедовала латвийский патриотизм, расцениваемый властью как антисоветизм.
После смерти Кигелиса в 1986 году к группе присоединился Айнарс Вирга, что положило начало новой эре рок-баллад, тяжёлого рока и бунтарских тем. Он сочинил несколько самых известных латвийских хард-роковых песен того времени.
За годы своего существования группа выпустила девять альбомов. Наиболее известные её песни — «Dzimtā valoda», «Dzelzsgriezējs», «Meitene zeltene», «Saldus saule», «Zīlīte», «Ozolam», «Dieva dēls», «Piedod man» и другие.

## История

### 1976—1985
Рок-группа была основана в 1976 году, но ещё до этого существовал одноимённый вокально-инструментальный ансамбль Юриса Павитолса, известного гитариста той поры. «Līvi» основали Павитолс и Эрикс Кигелис, молодой гитарист из Салдуса. Оба были полны решимости создать отличное звучание латвийского рока. Вместе с женой Павитолса Ингридой, барабанщиком Андрисом Круминьшем и «динозавром рока» Янисом Гродумсом они образовали группу, сохранившую название первой группы Павитолса. Ливы — это название прибалтийского народа, ныне почти исчезнувшего, в средние века населявшего часть территории Латвии, включая окрестности Лиепаи. В молодости группа «Līvi» давала небольшие концерты, в основном исполняя грустные песни, написанные Павитолсом и спетые его женой. Они также исполнили несколько более быстрых и тяжёлых песен, написанных Кигелисом.
В 1978 году Кигелис покинул группу, заявив, что разногласия между ним и Павитолсом невозможно преодолеть. Затем он сформировал свою собственную группу Corpus Delicti и попытался дистанцироваться от своих бывших музыкальных партнёров. Кигелиса заменил Модрис Штернс. В 1980 году Кигелис вернулся в группу вместе с тремя новыми участниками: 17-летним певцом Родриго Фоминсом, барабанщиком Вилнисом Криевиньшем и звукорежиссёром группы Юрисом Яковлевым. Круминьш и Штернс покинули группу примерно в это же время. Кигелис немедленно вернулся к написанию песен, и популярность группы значительно выросла, что привело к их появлению на многих музыкальных фестивалях и записи первого альбома, вышедшего в свет в 1983 году.
Латвия в те годы входила в состав СССР, и музыка подвергались цензуре. Цензоры увидели в непокорных латвийских рокерах потенциального врага, и в 1981 году группе запретили давать концерты, она же ответила в 1982 году на запрет концертов своей новой песней «Zīlīte».
В 1984 году члены группы снялись в музыкальной комедии Рижской киностудии «Нужна солистка», исполнив на сцене песню Amors Superstars. В фильме также участвовали другие группы латвийской поп- и рок-сцены той эпохи.
Позднее Штернс вернулся в группу, но Павитолс и Кигелис продолжали спорить, в результате чего Павитолс покинул её. Его жена последовала за ним, не вписываясь в тяжелую музыку группы. Однако она по-прежнему участвовала в записи второго альбома группы Aprīļa pilieni (Апрельские капли). Позднее к группе ненадолго присоединился клавишник Талис Пусбарниекс. Вместе они успешно записывают ещё один альбом — Iedomu pilsēta («Воображаемый город»), после выхода которого Līvi стали самой популярной латышской рок-группой того времени.
Пусбарниекс, Фоминс, Штернс и Криевиньш покинули группу в 1984 году, чтобы заняться собственными музыкальными проектами. Кигелис спас группу, наняв вокалиста Айварса Бризе (в наши дни — обладателя, вероятно, самого известного голоса латвийского рока), клавишника Гунтарса Муцениекса и барабанщика Валдиса Штаркса. Однако в 1985 году Кигелис погиб в автокатастрофе, возвращаясь после концерта.

### 1986—2010 годы

Группа «Ливы» исполняет песню «Dzimtā valoda». Крайний слева — вокалист Я.Гродумс. Рига, Дворец спорта, заключительный концерт конкурса «Микрофон-86».

После Кигелиса новым лидером группы в 1986 году стал Айнарс Вирга. Вирга был поклонником таких хэви-метал-групп, как Black Sabbath, Scorpions, Deep Purple и Led Zeppelin, поэтому он решил сделать свою группу более похожей на них, с более жёстким звуком, большим количеством гитарных соло и бунтарским настроем. Его первой песней стала рок-баллада «Dzimtā valoda», воспринимаемая слушателями как своеобразный гимн латышскому языку. С этой же песней в 1986 году группа победила в латвийском песенном конкурсе «Mikrofons».
В 1987 году Штаркса сменил младший брат Айнарса Дайнис, а через два года Томасс Кляйнс присоединился к группе в качестве обычного гитариста. На момент распада СССР «Ливы» записали десятки популярных песен и представили свой самый стабильный состав, в который входили Бризе, Айнарс Вирга, Кляйнс, Гродумс и Дайнис Вирга.
В 1988 году Līvi выпустили второй студийный альбом LIVI. В первой половине альбома были собраны последние композиции Кигелиса, вторую половину составляли новые песни Вирги, Гродумса и Муцениекса. Отыграли легендарный концерт в рамках латвийской телевизионной программы «Koncerts Z studijā».
В 1994 году Līvi выпустили студийный альбом «Karogi» («Флаги»), второй после смерти Кигелиса в 1985 году, позднее ставший дважды платиновым. Группа много гастролировала по Латвии и странам Северной Европы, продвигая «Karogi». В декабре 1994 года группа выпустила альбом «Spoku koks» («Дерево призраков»). Данный альбом был записан, смонтирован и доставлен в музыкальные магазины за одну ночь.
В 1996 году в честь своего 20-летия группа выпустила альбом K.M.K.V.P. или «Kas Mums Var Ko Padarīt» («Кто может нам что-нибудь сделать»). Синглы с альбома включали «Meitene», «Bize» и джазовую версию их старого хита «Dzelzsgriezējs». В 1997 году Līvi записали свой самый продаваемый альбом «Bailes par ziņģēm» («Страх перед песнями»), посвятив его памяти Кигелиса. Через некоторое время после выхода данного альбома группу покинул один из её старейших вокалистов Айварс Бризе. В 1998 году группа выпускает свой седьмой альбом «Viva».
В 2003 году Вирга вернулся из США. Бризе тоже вернулся в коллектив. У группы были большие планы, но 26 июля 2003 года, возвращаясь с фестиваля «Oldies Rock» в Даугавпилсе, её автомобиль попал в автокатастрофу. Барабанщик Дайнис Вирга и звукорежиссёр Юрис Яковлев скончались от полученных ранений Впоследствии «Ливы» записали новый альбом «Pāri visam» («Над всем»), посвятив его всем рок-музыкантам, погибшим в результате несчастных случаев.
15 июня 2010 года в Риге скончался старейший участник группы Янис Гродумс, что привело к её распаду. Летом 2013 года оставшиеся члены группы сыграли ещё два концерта.
22 октября 2013 в польском городе Гдыня скончался Айварс Бризе.

## Участники группы

### Оригинальный состав
- Юрис Павитолс (гитара, вокал) (1971—1983)
- Раймондс Габалиньш (ударные инструменты) (1971—1973)
- Талис Мархилевич (клавишные инструменты) (1971—1972, 1974)
- Ингрида Павитола (вокал) (1972—1987)
- Валдис Скуиньш (бас-гитара) (1972—1974)
- Эгилс Заковицс (ударные инструменты) (1973—1974)
- Виктор Заковицс (гитара) (1973—1974)
- Ритварс Кнесис (ударные инструменты) (1973)
- Айварс Херманис (гитара) (1973)

### Все участники группы
- Янис Гродумс (1976—2010)
- Айварс Бризе (1985—1997)
- Айнарс Вирга (1986—н. в.)
- Дайнис Вирга (1987—2003)
- Андрис Крузиньш (1976—1979)
- Эрикс Кигелис (1976—1978, 1980—1985)
- Ингрида Павитола (1972—1987)
- Юрис Павитолс (1971—1983)
- Гунтарс Муцениекс (1986—1991; 2004—2010)
- Регина Сиека (1977—1980)
- Модрис Штернс (1978—1980, 1982—1985)
- Лаймис Раценайс (1979—1981)
- Родриго Фоминс (1980—1985)
- Талис Пусбарниекс (1982—1984)
- Элмарс Циелавс (1985)
- Валдис Штаркс (1985—1987)
- Томас Кляйнс (1989—2003, 2008—2009)
- Марис Зилманис (2004—2007)
- Эдийс Шнипке (2004—2007)
- Мартиньш Бертулис (2007—2008)
- Вилнис Криевиньш (1980—1987, 2004—2010)

## Дискография
Студийные альбомы
- Aprīļa pilieni (EP) (1985)
- Iedomu pilsēta (1986)
- Līvi (1988)
- K.M.K.V.P. (1996)
- Viva (1998)
- 2001 (2000)
- Pāri visam (2004)
- Pluss mīnuss (2019)

Сборники песен
- Karogi (1994)
- 20 gadu jubilejas izdevums (box set) (1996)
- Bailes par ziņģēm (1997)
- Līvi Zelts I (2002)
- Dziesmu izlase 1995—2005 (2005)
- Iedomu pilsēta / Aprīļa pilieni (2006)
- Kurzemei — saules ceļš + Līvi dzīvi (2006)
- Nezāles neiznīkst (2010)

Концертные записи
- Līvi dzīvi (1994)
- Spoku koks (1994)

## Видеография
- Livi & Liepajas simfoniskais orķestris: Koncerts bildēs 2004 DVD (2005)
- Livi & Sinfoniskais orķestris: Nacionālajā operā 2006 DVD (2010)

## Память

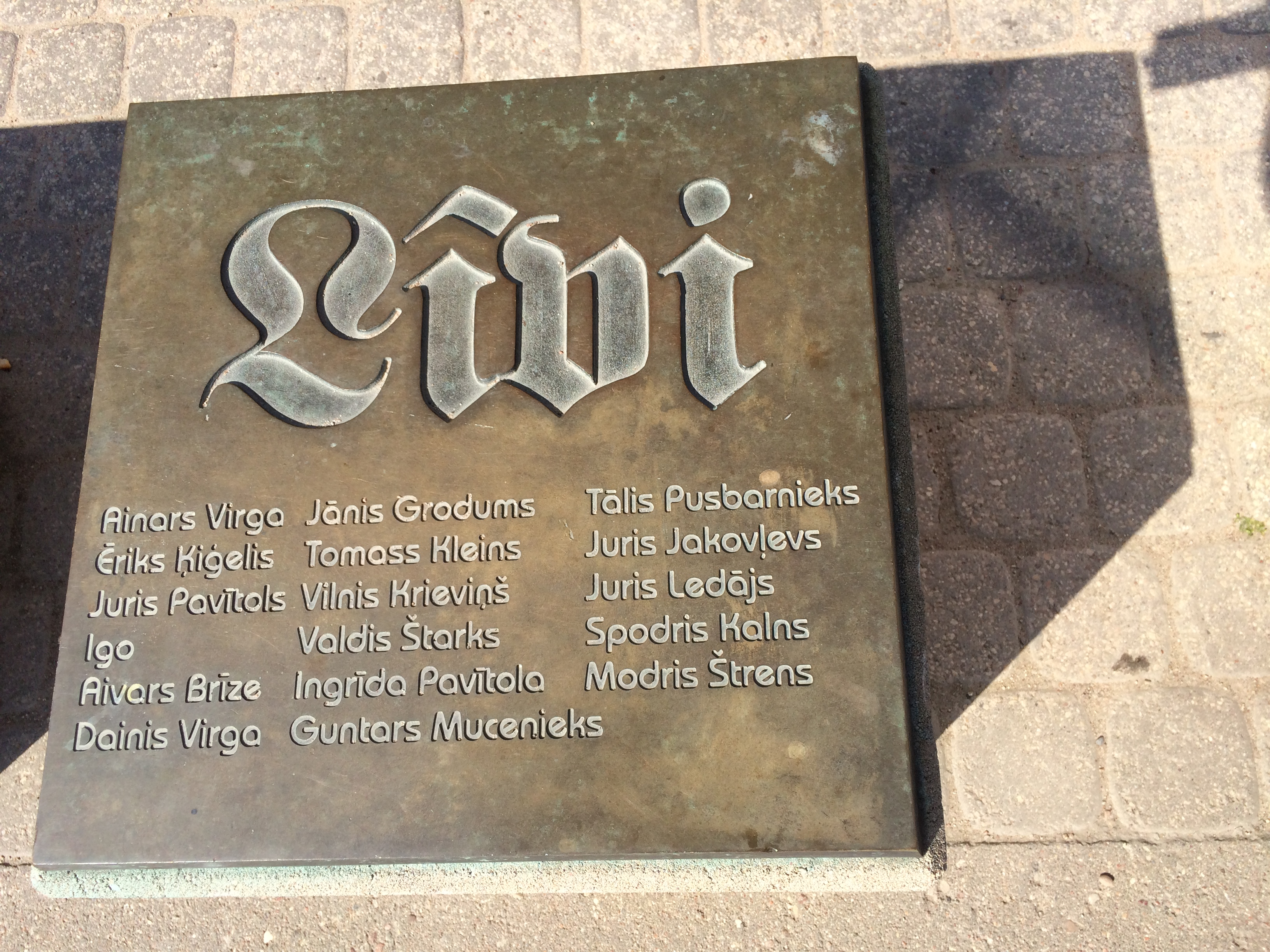
Камень в память о группе «Ливы» на Аллее звёзд латвийской музыки в Лиепае

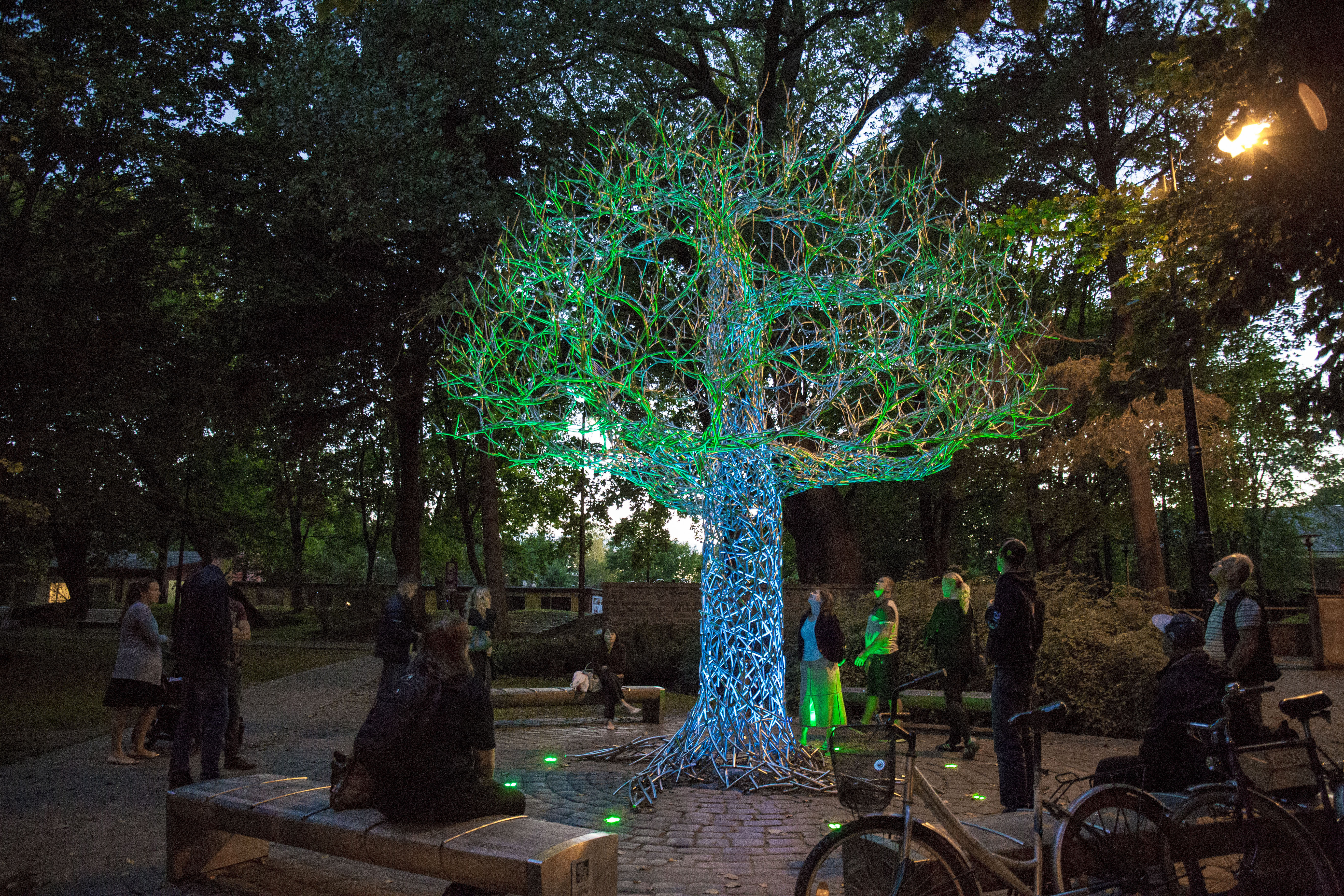
«Spoku koks» в Приморском парке

- На Аллее звёзд латвийской музыки в Лиепае установлен камень в память о группе «Ливы».
- В лиепайском Приморском парке в память группы «Ливы» установлен арт-объект «Spoku koks» («Дерево-призрак»).
- В рижском рок-кафе в числе других раритетов хранятся очки-авиаторы Яниса Гродумса из группы «Ливы».[36]